# Kāh Kesh
Kāh Kesh (persiska: كاخِش, كاه كَش, كاه كش) är en ort i Iran.   Den ligger i provinsen Chahar Mahal och Bakhtiari, i den centrala delen av landet, 400 km söder om huvudstaden Teheran. Kāh Kesh ligger 1 830 meter över havet och antalet invånare är 773.
Terrängen runt Kāh Kesh är kuperad åt sydväst, men åt nordost är den platt. Kāh Kesh ligger nere i en dal.Runt Kāh Kesh är det ganska tätbefolkat, med 160 invånare per kvadratkilometer. Närmaste större samhälle är Shar-e Kord, 17,9 km söder om Kāh Kesh. Trakten runt Kāh Kesh består i huvudsak av gräsmarker.